# Xã Washburn, Quận Sebastian, Arkansas
Xã Washburn (tiếng Anh: Washburn Township) là một xã thuộc quận Sebastian, tiểu bang Arkansas, Hoa Kỳ. Năm 2010, dân số của xã này là 487 người.